# Socle commun de connaissances, de compétences et de culture
Pour un article plus général, voir Système éducatif français.
Le socle commun de connaissances, de compétences et de culture est une description officielle de ce que les élèves français doivent avoir acquis à l'âge de 16 ans, qui correspond à la fin de la période d'instruction obligatoire. La notion est introduite sous le nom de socle commun des compétences et des connaissances par la loi d'orientation et de programme pour l'avenir de l'école (loi Fillon) du 23 avril 2005. Si les programmes des différents niveaux d'enseignement préconisent ce que les enseignants doivent enseigner, le socle commun veut définir ce qu'aucun élève n'est censé ignorer. La maîtrise du socle commun est l'objectif prioritaire des établissements en REP et REP+, établissements situés dans les quartiers populaires. Le socle commun est inscrit dans une annexe du code de l'éducation.

## Principes et sources d'inspiration
Le « socle commun des connaissances et des compétences », puis le « socle commun de connaissances, de compétences et de culture » présente ce que tout élève doit savoir et maîtriser à la fin de l'instruction obligatoire. Introduit dans la loi en 2005, il constitue l'ensemble des connaissances, compétences, valeurs et attitudes nécessaires pour réussir sa scolarité, sa vie d'individu et de futur citoyen. Un livret personnel de compétences (LPC), modifié en 2010 en 2012 et en 2016, permet de suivre la progression de l'élève. Depuis la session 2011, la validation du socle commun est obligatoire pour obtenir le diplôme national du brevet.
Dans sa philosophie générale, le socle s'inscrit dans la rénovation des programmes scolaires des pays développés telle qu'elle a été préconisée par l'OCDE ; puis par les huit compétences clefs définies par le Parlement européen en 2005 :
1. la communication dans la langue maternelle
2. la communication en langues étrangères
3. la compétence mathématique et les compétences de base en sciences et technologies
4. la compétence numérique
5. apprendre à apprendre
6. les compétences sociales et civiques
7. l'esprit d'initiative et d'entreprise
8. la sensibilité et l'expression culturelles

## Modalités de mise en œuvre
De façon inédite, l'Éducation nationale s'engage par la loi de 2005 à tout mettre en œuvre pour que ce socle soit effectivement maîtrisé par tous, ce qui se traduit par plusieurs dispositifs cherchant à donner plus à ceux qui ont besoin de plus, comme l'aide individualisée, l'accompagnement éducatif, les programmes personnalisés de réussite éducative. Pour les élèves rencontrant des difficultés, la remédiation peut aussi s'effectuer dans les situations de classe ordinaires, pour peu que des activités différenciées leur soient proposées.
Trois paliers sont prévus pour évaluer la maîtrise progressive et effective du socle commun par les élèves :
- palier 1 : en fin de CE1 (notamment pour évaluer l'acquisition de la lecture courante et de l'écriture) ;
- palier 2 : à la fin de l'école primaire (notamment pour évaluer l'acquisition des règles fondamentales de la grammaire, du calcul élémentaire et des quatre opérations) ;
- palier 3 : à la fin du collège (le diplôme national du brevet atteste de la maîtrise des compétences du socle). À proprement parler, le socle doit être maîtrisé à la fin de la période d'instruction obligatoire, c'est-à-dire à 16 ans, et nombreux sont les élèves qui arrivent au lycée professionnel ou au lycée général à 15 ans.

L'acquisition progressive du socle peut être suivie par l'élève, sa famille et les enseignants grâce à un livret personnel de compétences devenu obligatoire à la rentrée 2011-2012.

## Application progressive

### Phase expérimentale 2007-2010
Le socle commun est défini par le décret no 2006-830 du 11 juillet 2006.
Il se met en place à partir de la rentrée 2007 dans les écoles primaires et progressivement au collège depuis la rentrée 2009. Son instauration se veut progressive et transversale et son mode de validation soulève de multiples questions éthiques, pédagogiques et éducatives, aussi bien dans les écoles et les établissements que dans les corps d'inspection.
Pendant cette phase, les modalités de validation incombent à chaque établissement, dans le cadre de l'autonomie des EPLE et ceci dans l'attente de directives nationales permettant, notamment, l'équité de l'évaluation et l'enrichissement des contenus. Les disciplines scientifiques ont publié des vademecums donnant des indications aux professeurs.
Dans les quartiers populaires, au sein des établissements CLAIR et de l'éducation prioritaire, des expérimentations pédagogiques peuvent être menées afin d'organiser les enseignements autour du socle commun. C'est le cas notamment des disciplines scientifiques regroupées autour de l'enseignement intégré de science et technologie (EIST) : les sciences physiques, les sciences de la vie et de la Terre (SVT) ainsi que la technologie sont enseignées par un seul enseignant, à la différence des établissements non labellisés CLAIR qui eux bénéficient d'un enseignant qualifié dans chacune de ces disciplines.
À ce jour[Quand ?], aucun bilan de la phase expérimentale de la mise en place du livret personnel de compétences entre 2007 et 2010 n'est connu.

### Année 2011-2012
Dans les établissements volontaires, il est prévu qu'une évaluation nationale soit mise en place sur deux piliers du socle commun. Cette évaluation devait servir d'outil de performances, permettre de disposer d'informations statistiques comme point d'étape entre les évaluations de CM2 et le Diplôme national du brevet et éventuellement d'orienter les élèves en fin de cinquième.

## Remplacement par le nouveau socle commun de connaissances, de compétences et de culture
En 2013, la loi d'orientation et de programmation pour la refondation de l'École de la République, dite « loi Peillon », modifie l'intitulé du socle commun en ajoutant le mot « culture ». Fixé par le décret no 2015-372 du 31 mars 2015, le nouveau socle entre en application dès la rentrée 2016.

## Éléments du socle

### Socle commun des compétences et des connaissances (2007)
Le socle commun de connaissances et de compétences s’organise en sept compétences :
1. la maîtrise de la langue française
2. la pratique d'une langue vivante étrangère
3. les principaux éléments de mathématiques et la culture scientifique et technologique
4. la maîtrise des techniques usuelles de l'information et de la communication
5. la culture humaniste
6. les compétences sociales et civiques
7. l'autonomie et l'esprit d'initiative

### Socle commun de connaissances, de compétences et de culture (2015)
Ce nouveau socle se décompose en cinq domaines :
1. les langages pour penser et communiquer ;
2. les méthodes et outils pour apprendre ;
3. la formation de la personne et du citoyen ;
4. les systèmes naturels et les systèmes techniques ;
5. les représentations du monde et de l'activité humaine.

Le premier domaine est lui-même décliné en quatre composantes :
1. langue française ;
2. langues étrangères ou langues de France[10] ;
3. langages mathématiques, scientifiques et informatiques ;
4. langages des arts et du corps.

## En Nouvelle-Calédonie, le socle commun de connaissances, de compétences et de valeurs
La Nouvelle-Calédonie, compétente en matière d'enseignement primaire et secondaire, reprend en grande partie à son compte le socle commun avec un intitulé légèrement différent. Adopté par la délibération no 382 du 10 janvier 2019, le socle commun entre en application à la rentrée 2019 pour le collège et à la rentrée 2020 pour le premier degré.